# يوسف كرم
يوسف بطرس كرم (8 ديسمبر 1886 - 28 مايو 1959م) هو مفكر ومؤرخ وفيلسوف مصري، أضاء غُرَّةَ التاريخ الفلسفي بمذهبه العقلي؛ وشغل مَنْزلةً مرموقةً بين المثقفين المصريين، واضطلع بمهمة دراسة الفكر الفلسفي الغربي؛ فلم يترك حقبة في تاريخه إلا وكتب عنها، وهو يعد واحدًا من أبرز مؤسسي الفكر الفلسفي في الوطن العربي، وتعد كتاباته علامة فارقة في أدبيات الفلسفة باللغة العربية.

## النشأة
ولد في مدينة طنطا في 8 سبتمبر عام 1886 من أبوين مسيحيين نزحا من لبنان واستوطنا مصر. وعام 1893 التحق بالقسيم الابتدائي بمدرسة «سان جورج» بطنطا وحصل على الشهادة الابتدائية. التحق بالقسم الثانوي بالمدرسة نفسها حتى عام 1902، ثم التحق بمدرسة «القديس لويس» بطنطا أيضا. اشتغل موظفا في البنك الأهلي بطنطا عام 1903 ليساعد عائلته الفقيرة في أوائل الحرب العالمية الأولى ترك وظيفته في البنك الأهلي.. وسافر إلى باريس ليدرس الفلسفة. حصل عام 1917 على «دبلوم الدراسات العليا» من السوربون وعين مدرسا للفلسفة في مدرسة ثانوية فرنسية.
عاد إلى مصر عام 1919 وبقي في عزلة تامة لعدة سنوات، وكتب إليه «د. طه حسين» بعد أن توقف على ظروفه وسيرته يخبره «أن الجامعة في حاجة إلى أمثاله». كتب في مجلة «السياسة الأسبوعية» عام 1930. وأخذ يقوم بالتدريس في جامعة فؤاد الأول وجامعة الإسكندرية يقيم أساسا في طنطا وأحيانا في الإسكندرية ويعكف على أعماله المهمة. وكانت حياته كحياة الفيلسوف اللألماني «كانت» فهو لو يتزوج، وعاش مع أخته يكتب ويفكر في انتظام. ويقاوم المرض الذي أقعده منذ عام 1954 حتى توفى عام 1959.
كان «يوسف كرم» يكتب دراسته ويلقي محاضراته باللغة العربية واللغة الفرنسية، وعلى الرغم من المرض الذي ألزمه بيته وإتخذ من البيت صومعة للبحث والتأليف. يأنس لأصدقائه وتلاميذه ومحبيه بنفس تأبى محاولات الإشفاق عليه. وقد حاول أحد أصدقائه وعارفي مكانة «المفكر العربي يوسف كرم» وهو «صلاح البيطار» الوزير السوري في الوزارة الاتحادية للجمهورية العربية المتحدة، أن يفعل أي شيء من أجله، ولكن كان الموت أسرع من «صلاح البيطار» في 28 مايو عام 1959.

## شهادات المعاصرين
فضلا عن الأصدقاء زملائه.. الشيخ مصطفى عبد الرازق والدكتور بيومي مدكور والدكتور أبو العلا عفيفي أحاطه بالود عدد من تلامـيذه الأوفـياء.. د. عبد الرحـمن بـدوي ود. عاطف العراقي والأب جورج شحاته قنواتي ود. مراد وهبة وأ. سعيد زايد و. نبيلة زكري زكي، ود. توفيق الطويل، ود. يحيى هريدي، ود. زينب محمود الخضري، د. عبد القادر محمود، د. عزت قرني، د. محمود صبحي، د. محمود زيدان، ود. محمد يوسف موسى، ود. عثمان أمين، ود. نجيب بلدي.
كتب عنه صديقه «الدكتور محمد يوسف موسى».. «يتطلع من صميم ذاته للعودة إلى الله خالقه.. وكل الفلسفات التي تتنكر لهذا يراها مصابة بالعقم الذي كان مصيرها على مر الأجيال».. وقال تلميذه وصديقه «الدكتور مراد وهبة».. «مات يوسف كرم بعد أن فتح أمام العقلية المصرية أبواب الفلسفة واما العقلية الإلحادية أبواب الإيمان.. وأما طلاب العلم قلبه الكبير».
الدكتور محمود حمدي زقزوق رئيس الجمعية الفلسفية المصرية ووزير الأوقاف في كلمته في افتتاح ندوة – الفلسفة وتاريخ العلوم في مصر في مائة عام – التي عقدت بقاعة ابن سينا، كلية العلوم، جامعة القاهرة من 5 إلى 7 ديسمبر عام 199م.. قال: عندما نودع هذا القرن فلن ينسى الدارسون والباحثون في الفلسفة تلك البصمات الخالدة التي تركها في سجل هذا القرن رواد عظام من أمثال: مصطفى عبد الرازق وزكي نجيب محمود وإبراهيم بيومي مدكور وعثمان أمين وتوفيق الطويل ويوسف كرم ومحمود الخضيري وعلي سامي النشار ومحمود قاسم وزكريا إبراهيم وغيرهم كثيرون.
وقد حدد «الدكتور إبرهيم مدكور» رئيس مجممع اللغة العربية، موقع «يوسف كرم» من مؤرخي الفلسفة المصرية بقوله: «قامت أسرة الفلسفة بآداب القاهرة على أربعة من المصريين. الشيخ مصطفى عبد الرازق وإبراهيم بيومي مدكور ويوسف كرم وأبو العلا عفيفي». وفي حديثه الشخصي عن يوسف كرم قال د. إبراهيم مدكور: ظل دائما رفيق الطفولة وسنى الشاب الأول. كان في حكمه على الأحياء لا يطعن في أحد ولا يبحث عن وسائل التشفي بأية صورة ولا يترك لإنطواءات القلب الخفية أو لتلاطم الأهواء أن تتحكم من الطعن في الحقيقة.

## وفاته
كتب «الدكتور محمد يوسف موسى» الذي أصبح من أخلص أصدقائه: كنت على نية السفر إلى فرنسا لتحضير رسالة دكتوراه في الفلسفة أمام جامعة السوربون. وكتب وقتئذ في حاجة إلى دراسة تناول بها الفيلسوف العربي «الكندي» موضوع «العقل» ولم يبق لدينا منها سوى ترجمته إلى اللاتينية. وكان الأستاذ «يوسف كرم» قد ترجمها إلى العربية وعلى أثر ذلك فاتحت «فضيلة الشيخ مصطفى عبد الرازق» فشجعني على الكتابة إلى «الأستاذ يوسف كرم» وعلى المضي في سعي. وكتبت إليه.. ولم يتأخر الرد وصلتني الترجمة مشفوعة برسالة غاية في الرقة.. وقرأت فيما بعد كتبه في تاريخ الفلسفة عبر العصور ولمحت فيها منهجا جديدا مقرونا بشعور ديني مع إيمان عميق. ولست مغاليا إذا قلت إنه لم يصادفني أبدا عالم بلغ عنده التواضع ما بلغه عند «يوسف كرم».. كان هو مسيحيا وكنت أنا مسلما، كان جامعيا حقيقيا وكنت أنا أزهريا حقيقيا. يتطلع هو من مصميم ذاته للعودة إلى اله خالقه.. وكتب «د. عثمان أمين».. عرفت «يوسف كرم» في عام 1926 عندما بدأ يدرس لنا لفلسفة في الجامعة. ويوم الجمعة الماضي اعتراني شعور قوي وملح دعاني إلى الذهاب مع مجموعة من الأصدقاء لزيارته في صومعته. ذهبانا إلى حيث يقطن بطنطا وقضينا ساعة طيبة مع فيلسوفنا العزيز وكان بدايا أن زيارتنا راقت له. افترجت أسارير وجهه عندما رآنا ندخل عليه ودب فيه النشاط.. وعندما هممنا بالانصراف تردد في مد يده كما لو كان يدري أن يستبقينا معه مدة أخرى. وأراد قبل أن انصرف إهدائي كتابه الأخير مشفوعا بكلمة إهداء سوف يبقى له دوما موضع فخار. «كانت هذه الزيارة يوم الجمعة 22 ينايرعام 1959، ورحل يوسف كرم الخميس التالي 28 يناير عام 1959».
```
المرء حيا لا أحد إليه يلتفت
وبعد رحيله الكل لخسارته يتحسر
```

وقال "الأب جورج قنواتي«.. انتقل "يوسف كرم" إلى رحمة الله في 28 يناير عام 1959 في هدوء بمدينة طنطا بعد مرض طويل.. وقبل ذك بعشرة أيام كنا كالمعتاد قد ذهبنا بنزوره في بيته الهادئ. ولو أنه كان متعبا ولكن لم يكن باديا عليه ما ينبئ بنهاية سريعة على هذا النحو. كان يواصل على المهل وصعوبة مؤلفه الخاص عن "الأخلاق".. ومستسلما في تواضع إلى الإرادة الإلهية، وقالا مسبقا بدافع عن حب عميق ما قدره الله له».
أما تلميذه وصديقه «د. مراد وهبة» فقد اعتاد أن يزوره على امتداد عدة سنوات.. في صيف عام 1948 كان جالسا معه في بيته بطنطا وسأله:
-	متى تنتهي من تأليف كتاب «الأخلاق»؟
-	انتهيت منه ولكنني مل أطبعه.
-	لماذا؟
-	لأنني لست قانعا بما كتبت.
ومضت عشر سنوات وفي شهر نوفمبر عام 1958 كان في زيارته وكان جسم «يوسف كرم» عاجزا عن الحركة بسبب شلل أصابه في أسفل منذ عام 1954. وكان من أجل ذلك حبيس الحجرة، يجلس على كرسي من الخشب، وأمامه رقعة خشبية لها أربع أرجل يبدو أنه يستخدمها كمكتب. والحجرة الخالية من كل شيء إلا من سرير بسيط وهذا الكرسي وتلك المنضدة.. وإنهار المنزل الذي كان يقيم فيه سابقا قبل أن ينتقل منه بيومين.
وسأله د. مراد بلهفة: وكتاب «الأخلاق» أين الآن؟
-	مأساة يا أستاذ فقد فرغت من تأليفه، وفي اليوم الذي قررت فيه طبعه إنهار المنزل الذي كنت أقيم فيه، واختفت «الأخلاق» وساد الحجرة صمت رهيب، وفجأت استأنف الحديث. أحاول كتابة «الأخلاق» من جديد. ولكن الصداع يبدأ في الثامنة صباحا وينتهي في الثانية بعد الظهر. ومات «يوسف كرم» يوم أن تسلم نسخ كتابه «الطبيعة وما بعد الطبيعة» يوم الخميس 28 مايو 1959.
توفي في بيته في شارع الشيتي رقم 10. وعلى حد تعبير «الدكتور عاطف العراقي» الذي أشرف على الكتاب التذكاري عن يوسف كرم.. «زهد بريق الشهرة وارتضى لنفسه عزلة الفكر وصومعة الفلسفة». وعاش في صمت ومات في صمت.

## الفيلسوف ومؤرخ الفلسفة
مصر والعالم العربي ليس فيها فلاسفة وإنما هناك مؤرخون للفلسفة. وقد جاء عنوان الكتاب التذكاري الذي اقترح فكرته «د. زكي نجيب محمود» عندما كان رئيسا للجنة الفلسفة بالمجلس الأعلى للثقافة.. جاء عنوان هذا العمل الضخم «يوسف كرم» مفكرا عربيا ومؤرخا للفلسفة.. ويرى يوسف كرم أن مؤرخ الفلسفة هو فيلسوف ويؤيد هذه الفكرة «الدكتور إبراهيم بيومي مدكور» رئيس مجمع اللغة العربية. ولا ينكر تلاميذه يوسف كرم وأصدقاء عليه صفة الفيلسوف. إذ أنه في أعماله دافع عن العقل دفاعا مجيدا. وهذا موقف فلسفي بالدرجة الأولى. وأضفى عليه «د. مراد وهبة» صفات «الفيلسوف العقلي المعتدل». وكانت دراسة تليمذه «د. عثمان أمين» بعنوان «يوسف كرم الفيلسوف». وكرر د. عثمان أمين كلمة «فيلسوف» صفة ليوسف كرم أكثر من مرة.. وقال في بداية كلمته: «ما كنت أتصور مطلقا في يوم الجمعة الماضي وأنا ذاهب لأزور الفيلسوف يوسف كرم في طنطا أن زيارتي هذه ستكون الأخيرة له». والدكتور «إبراهيم بيومي مدكور» على الرغم من أنه وضع لكلمته عنوان «يوسف كرم» مؤرخ الفلسفة«نجده قد ختم هذه الكلمة بقوله:» وقبل أن أختتم حديثي أرى من واجبي أن أشير إلى أن يوسف كرم لم يكن مؤرخا فحسب، بل كان فيلسوفا قبل أن يضطلع بالتاريخ للفلسفة، وفي كتبه التاريخية درس عميق وفلسفة دقيقة، وقد عالج في استقلال قضايا فلسفة أخرى وهذا البحثان يعالجان الأساس الحقيقي للفكر الفسلسفة. وبهذا الرأي يكون شيخ المثقفين «د. مدكور» قد أوفي صفتي الفيلسوف ومؤرخ المفلسفة على زميله وصديقه «يوسف كرم».

## أعماله

### تأريخ الفلسفة
مؤلفات يوسف كرم وضعته في صفوف مؤرخي الفلسفة هي كما أوردها «محمد سعيد زايد» أحد معاوني رئيس مجمع اللغة العربية على الوجه التالي:
1. تاريخ الفلسفة اليونانية (1936) وهي فلسفة الشرق الأدنى منذ فتوح الإسكندر، وفلسفة العرب منذ أن استولى الرومان على بلاد اليونان في منتصف القرن الثاني قبل الميلاد.
2. دروس في تاريخ الفلسفة (1946) بالاشتراك مع «الدكتور إبراهيم مدكور» وكان هذا الكتاب بين أيدي طلاب للتوجيهية القسم الأدبي عام 1946، إذ أن هذا الكتاب وضع خصيصا لتلك المرحلة الدراسية بتكليف من وزارة المعارف العمومية.
3. تاريخ الفلسفة الأوروبية في العصر الوسيط (1946)، ويتناول الرواد من القرن الرابع إلى القرن التاسع الميلادي.
4. تاريخ الفلسفة الحديثة (1949) تحدث فيه عن بعض المحدثين الذي تأثروا بأفلاطون أو بابن رشد. وعرض لأمهات المذاهب الفلسفية الحديثة وفلاسفة القرن الثامن عشر في إنجلترا وألمانيا، ثم فلاسفة النصف الأول من القرن التاسع عشر. وتجئ بعد ذلك بحوث أخرى مثل: ثلاثة دروس في ديكارت وترجمة بالعربية لمحاضرات «لالاند» والمعجم الفلسفي، والآراء الفلسفية لإخوان الصفا والمدينة الفاضلة للفارابي، وموقف الغزالي من الفلاسفة ومنطق أرسطو ومنطق إسلامي، وعديد من البحوث الآخرين التي نشرتها له كبرى المحلات بالفرنسية والعربية.

#### الثلاثية وأعمال أخرى
ارتبط اسم «يوسف كرم» بالثلاثية الفلسفية الشهيرة، جاءت هذه الموسوعة الضخمة التي تعرض لآراء الفلاسفة عبر العصور على النحو التالي:
•	تاريخ الفلسفة اليونانية عام 1936.
•	تاريخ الفلسفة الأوروبية في العصر الوسيط عام 1946. وفي العام نفسه أصدر كتابه دروس في تاريخ الفلسفة.
•	والعمل الثالث من الموسوعة هو تاريخ الفلسفة الحديثة عام 1949م.
وبالاشتراك مع «د. إبراهيم بيومي مدكور» أصدرا «المعجم الفلسفي».
وكانت له دراسات مختلفة.. ثلاثة دروس في ديكارت عام 1937، وكان قد قام بترجمة الأحكام التقويمية عام 1929، وهي عبارة عن ترجمة من الفرنسية إلى اللغة العربية للأستاذ «لالاندا» وكان «يوسف كرم» يعمل مساعدا له في كلية الآداب. ثم علمه الشهير «الطبيعة وما بعد الطبيعة» الذي قلنا أنه صدر في يوم رحيله 28 مايو عام 1959.

### مؤلفات فلسفية
المؤلفات والبحوث السابقة وضعت يوسف كرم في صفوف مؤرخي الفلسفة، وله مؤلفات أخرى وضعته في صف الفلاسفة بجدارة على حد رأي زميله وصديقه «د. إبراهيم بيومي مدكور» وغيره في أساتذة الفلسفة.. وهي المؤلفات التي تعبر عن آراء «يوسف كرم» نفسه هي:
- «الطبيعة وما بعد الطبيعة» الذي صدر يوم وفاته الخميس 28 مايو عام 1959م. وليس هذا من قبيل الصدفة، فإن «يوسف كرم» له تعريف للإنسان بأنه «حيوان متدين» ويقدم مذهبه الفلسفي بأنه «يتسم باليقين والإيمان.. وبدونهما لا حياة لإنسان بما هو إنسان». وفي القسم الثاني من كتابه المشار إليه.. يقدم براهين وجود الله وبطلان الإلحادية.
- «العقل والوجود» (1956)، أول كتاب له عن أفكاره هو لا عن أفكار الفلاسفة التي شغل بها من قبل. وتحدث فيه عن وجود العقل ونقد العقل ومشكلات الشك واليقين والعقل وما بعد الطبيعة والحق والباطل والمقارنة بين المعنى والصورة ورفض ما يراه «الحسيون» من إنكار وجود المعاني والاختصار على الحسيات، وناقش حجج الشكاك منذ فلاسفة اليونان حتى عصرنا الحاضر ودافع عن الحقيقة لأن وجود الخطأ دليل على وجود الحقيقة. ويدافع عن علم ما بعد الطبيعة وهو ضروري لأنه كلي وأوضح «كرم» أن مذهبة الفلسفي يتسم باليقين والإيمان. ويرى أن الفلسفات الحديثة عقيمة لأنها خالية من العقل، خالية من الروح، وخالية من الإيمان.
- «الأخلاق». وهو كتاب مأساة أوله مأساة فقد أصوله بين أنقاض منزل تهدم كما ذكرنا من قبل.. والذين يريدون الحديث عن مذهبه في «الأخلاق» يعودون إلى كتابيه «الطبيعة وما بعد الطبيعة – والعقل والوجود» ودراساته في تاريخ الفلسفة كافة.

## الأسانيد
1-	يوسف كرم: مفكرا عربيا ومؤرخا للفلسفة: الكتاب التذكاري عن المجلس الأعلى للثقافة«فكرة د. زكي نجيب محمود وإشراف د. عاطف العراقي وشارك فيه:» إبراهيم مدكور وأحمد محمود صبحي وتوفيق الطويل والأب جورج قنواتي وزينب محمود وسعيد زايد وسهير فضل الله الشافعي وعبد القادر محمود وعاطف العراقي وعزت قرني وعثمان أمين ومراد وهبة ومحمود فهمي زيدان ومحمود حمدي زقزوق ومحمد يوسف موسى ونبيلة زكريا زكي ونجيب بلدي ويحيى هويدي.